# Olimpo (Scarpanto)
Olimpo (in greco Όλυμπος? - Olympos) è una ex comunità della Grecia nella periferia dell'Egeo Meridionale (unità periferica di Scarpanto) con 761 abitanti secondo i dati del censimento 2001.
È stata soppressa a seguito della riforma amministrativa, detta programma Callicrate, in vigore dal gennaio 2011 ed è ora compresa nel comune di Pigadia.
È situato nella parte settentrionale dell'isola di Scarpanto.